# 유철용
유철용은 (1963년 11월 14일~) SBS 드라마본부의 프로듀서이다.

## 경력

### 방송
| 분류   | 방송사 | 제목                                   | 역할 | 기간            |
| ------ | ------ | -------------------------------------- | ---- | --------------- |
| 드라마 | SBS    | SBS 토요드라마 《도시남녀》            | 연출 | 1996년 ~ 1996년 |
| 드라마 | SBS    | SBS 드라마스페셜 《화이트 크리스마스》 | 연출 | 1997년 ~ 1998년 |
| 드라마 | SBS    | SBS 일일 드라마 《미우나 고우나》      | 연출 | 1998년 ~ 1999년 |
| 드라마 | SBS    | SBS 일요아침드라마 《달콤한 신부》     | 연출 | 1999년 ~ 2000년 |
| 드라마 | SBS    | SBS 월화드라마 《먼길》                | 연출 | 2003년          |
| 드라마 | SBS    | SBS 드라마스페셜 《올인》              | 연출 | 2003년          |
| 드라마 | SBS    | SBS 주말드라마 《폭풍 속으로》         | 연출 | 2004년          |
| 드라마 | MBC    | MBC 수목드라마 《슬픈연가》            | 연출 | 2005년          |
| 드라마 | MBC    | MBC 월화드라마 《히트》                | 연출 | 2007년          |
| 드라마 | SBS    | SBS 드라마스페셜 《태양을 삼켜라》     | 연출 | 2009년          |
| 드라마 | KBS    | KBS 월화드라마 《포세이돈》            | 연출 | 2011년          |
| 드라마 | MBC    | MBC 월화드라마 《트라이앵글》          | 연출 | 2014년          |

### 영화
| 분류 | 방송사 | 제목                     | 역할   | 기간 |
| ---- | ------ | ------------------------ | ------ | ---- |
| 영화 |        | 《수잔 브링크의 아리랑》 | 조감독 | 1991 |